# サイルータイ
サイルータイ王（タイ語: พระเจ้าไสยลือไทย、英語: Sai Luthai）は、別名マハータンマラーチャー2世とも言う。タイの古代王朝スコータイ王朝の7代目の王。
1378年（タイ仏暦1921年）にアユタヤー王国のボーロマラーチャーティラート1世によってスコータイはカンペーンペットとピサヌロークに二分され属国化された。サイルータイ王はピサヌロークの王になった。